# Xanthorhoe fumata
Xanthorhoe fumata är en fjärilsart som beskrevs av Smith 1954. Xanthorhoe fumata ingår i släktet Xanthorhoe och familjen mätare. Inga underarter finns listade i Catalogue of Life.